# Rode pad
De rode pad of gouden pad (Incilius periglenes, Bufo periglenes of Ollotis periglenes) is een waarschijnlijk uitgestorven kikker uit Costa Rica die behoort tot de familie padden (Bufonidae). De soort werd voor het eerst wetenschappelijk beschreven door Jay Mathers Savage in 1967. Oorspronkelijk werd de wetenschappelijke naam Cranopsis periglenes gebruikt. Lange tijd behoorde de soort tot het geslacht Bufo en later tot Ollotis.

## Uiterlijke kenmerken
De lichaamslengte bedraagt ongeveer 4 tot bijna vijf centimeter voor de mannetjes, vrouwtjes kunnen iets groter worden dan 5,5 cm. Zeer opmerkelijk is het sterke seksueel dimorfisme van de soort; de mannetjes zijn knaloranje, terwijl de vrouwtjes juist zwart zijn met rode en gele vlekkerige lijnen. Vrouwtjes die deels geel zijn en alleen wat donkere vlekken hebben kwamen ook voor, evenals meer geel of rood gekleurde mannetjes. Een andere eigenaardigheid is de gladde huid, die van de meeste padden is juist ruw en wratterig. Toen de ontdekker Savage de diertjes voor het eerst zag, dacht hij zelfs dat iemand ze in oranje verf had gedoopt.

## Levenswijze
De rode pad leefde op de bodem in de strooisellaag van het bos en ondergronds tussen takken van bomen, alleen in de voortplantingstijd werd het water opgezocht voor de paring en afzet van de eitjes. Hier verzamelden zich eerst de mannetjes die hierdoor in grote groepen werden aangetroffen, later pas de vrouwtjes. De voortplantingswateren bestonden uit kleine, tijdelijke poeltjes en er werden honderden eitjes per keer afgezet. De Amerikaanse herpetologe Martha Crump beschreef echter dat van de 30.000 eitjes er slechts 29 overleefden. Na het afzetten trekken de dieren weer terug naar hun holletjes en laten zich niet meer zien tot de volgende voortplantingstijd. De eitjes veranderden na twee maanden in kleine padjes die echter nog niet geslachtsrijp waren.
De pad kwam voor in een betrekkelijk klein gebied in het noorden van Costa Rica, en leefde rond een enkele berg, het verspreidingsgebied was ongeveer tien vierkante kilometer groot en had een elevatie tot ongeveer anderhalve kilometer. De pad leefde in wat later het 
Monteverde nevelbosreservaat zou worden.

## Uitsterving

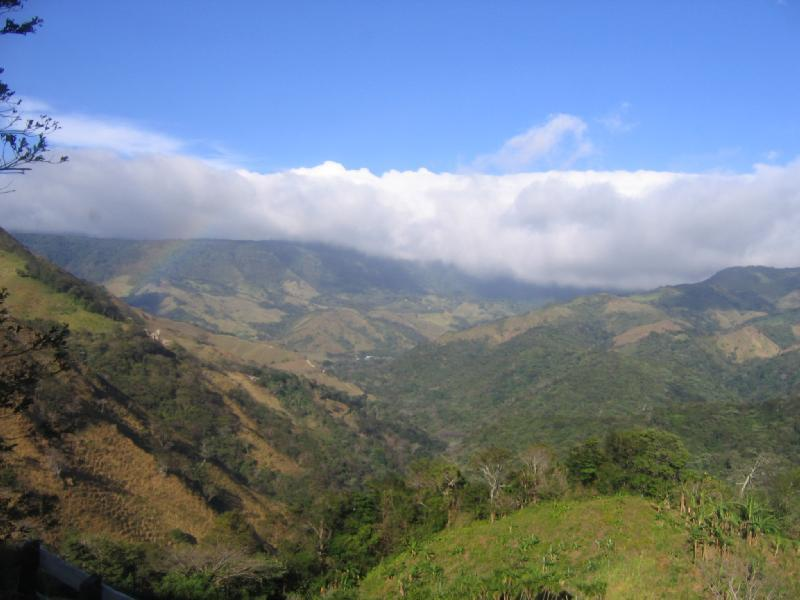
Het voormalige leefgebied van de rode pad: Monte Verde.

De rode pad is vrijwel zeker uitgestorven, niet alleen is de soort sinds 1989 niet meer gezien, er is ook zeer intensief veldonderzoek gedaan om nog exemplaren terug te vinden, die tot op heden niets hebben opgeleverd. Tot 1987 werden vele padden aangetroffen, zo'n 1500 exemplaren, maar in 1988 waren het er nog maar tien of elf. Een jaar later werd er nog maar één exemplaar waargenomen, een naar een vrouwtje zoekend mannetje. Het hoe en waarom van het uitsterven is niet precies bekend; zo zou de oorzaak liggen in de opwarming van de Aarde of de verhoogde vulkanische activiteit in het biotoop dat tot zure regen kan hebben geleid. Misschien is de soort met zijn oorspronkelijk toch al kleine populatiegrootte, ten prooi gevallen aan een ziekte, zoals de pas recentelijk ontdekte schimmel die de huid van kikvorsachtigen aantast. De huid van kikkers en padden is een belangrijk uitscheidingsapparaat en verzorgt tevens de vochthuishouding en een deel van de ademhaling. Ook andere mogelijke verklaringen, zoals UV-straling, parasieten of een veranderde pH-waarde kunnen een oorzaak zijn of ertoe hebben bijgedragen dat de pad is verdwenen. Een aantal drogere jaren waarbij de dieren zich niet hebben kunnen voortplanten bij gebrek aan oppervlaktewater kunnen eveneens een oorzaak zijn. Sommige biologen hopen dat enkele exemplaren zich schuilhouden, wachtend op betere omstandigheden om zich voort te planten.
De rode pad is een wereldberoemde soort omdat het dier sinds zijn ontdekking in 1967 veelvuldig op de gevoelige plaat is gezet. De rode pad siert tot op de dag van vandaag vele boekomslagen en toeristische folders. Door zijn uitsterven is de soort een icoon van de achteruitgang van de amfibieën geworden.